# Robert Noll

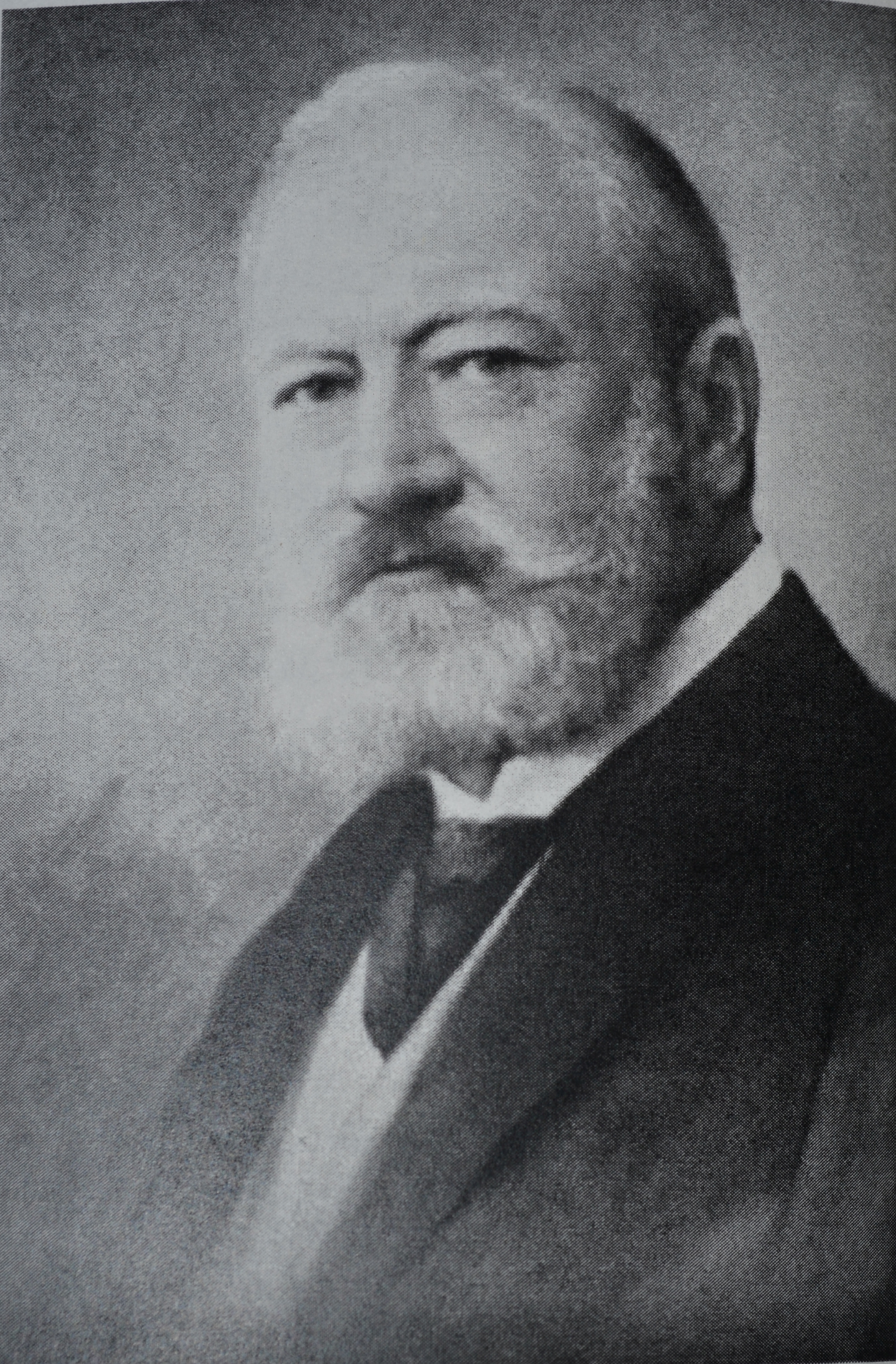
Robert Noll circa 1925

Robert Noll (* 14. Mai 1847 in Minden; † 29. September 1928 ebenda) war ein Fabrikant und Kommerzienrat, wohnhaft in der ostwestfälischen Stadt Minden.

## Leben
Robert Noll wurde als Sohn des Fabrikbesitzers Friedrich Noll geboren. Er absolvierte das Realgymnasium in Minden. Anschließend wurde er in Hamburg, Halberstadt und Amsterdam zum Kaufmann ausgebildet. Beim Fuß-Artillerie-Regiment No. 7 in Minden leistete er seinen Militärdienst, nahm 1870/71 am Deutsch-Französischen Krieg teil. Nachdem er 1868 eine eigene Kistenfabrik gegründet hatte, wurde Teilhaber an der Kistenfabrik Gebrüder Busch.
Am 16. Januar 1905 wurde Robert Noll zum Königlich preußischen Kommerzienrat ernannt.